# Lee Young-jin
Dans ce nom coréen, le nom de famille, Lee, précède le nom personnel.
Lee Young-jin (coréen : 이영진) (né le 27 octobre 1963 à Séoul en Corée du Sud) est un joueur de football international sud-coréen, qui évoluait au poste de milieu de terrain, avant de devenir entraîneur.

## Biographie

### Carrière de joueur

#### Carrière en sélection
Avec l'équipe de Corée du Sud, il joue 51 matchs (pour 1 buts inscrits) entre 1989 et 1994. 
Il figure notamment dans le groupe des sélectionnés lors des coupes du monde de 1990 et de 1994. Lors du mondial 1990, il joue un match contre la Belgique. Lors de l'édition 1994, il joue contre l'Espagne, la Bolivie et enfin l'Allemagne.